# Elise Christie
Elise Christie (* 13. August 1990 in Edinburgh) ist eine britische Shorttrackerin.

## Werdegang
Christie war zunächst im Eiskunstlaufen aktiv, begann mit elf Jahren zusätzlich mit Shorttrack, und konzentrierte sich wenig später dann vollends auf ihren heutigen Sport. Sie trainiert seit 2006 am Leistungszentrum in Nottingham. Internationale Erfolge gelangen Christie erstmals in der Saison 2007/08. Sie debütierte im Oktober 2007 in Harbin im Weltcup. Bei der Juniorenweltmeisterschaft in Bozen errang sie im 500-m-Rennen die Silbermedaille und krönte die Saison mit dem Gewinn der Staffel-Goldmedaille bei der Europameisterschaft in Ventspils. In der Saison 2009/10 nahm Christie an allen vier Weltcupveranstaltungen teil und erreichte dabei über 1000 m und 1500 m jeweils einmal das Finale. Bei den Europameisterschaften in Dresden wurde sie über 1500 m und 3000 m Zweite und errang Bronze im Mehrkampf. Auch bei den Weltmeisterschaften in Sofia platzierte sie sich gut. Über 1000 m wurde sie Vierte, über 3000 m Sechste und im Mehrkampf Achte. Christie qualifizierte sich für die Olympischen Spiele in Vancouver. Dort schied sie jedoch über 1000 m und 1500 m bereits im Vorlauf aus, während sie über 500 m das Viertelfinale erreichte und abschließend Elfte wurde. Ihr erstes Weltcuppodest erreichte Christie in der Saison 2010/11. In Québec wurde sie über 1000 m Dritte. Bei den Saisonhöhepunkten konnte Christie in der Saison jedoch nicht überzeugen und verpasste die Vorjahresergebnisse. In der Saison 2011/12 erreichte sie im Weltcup über 1000 m zweimal Rang zwei und gewann in Moskau schließlich ihr erstes Weltcuprennen. Bei den Weltmeisterschaften in Shanghai erreichte sie über 1000 m erstmals ein WM-Finale und verpasste als Vierte eine Medaille nur knapp. In der Saison 2012/13 siegte sie zweimal im Weltcup und belegte zudem viermal den zweiten und zweimal dem dritten Platz. Sie errang damit den fünften Platz im Weltcup über 1500 m und den ersten Platz im Weltcup über 1000 m. Im Januar 2013 gewann sie bei den Europameisterschaften in Malmö mit ersten Plätzen über 1000 m und 1500 m die Silbermedaille im Mehrkampf. Bei der WM 2013 in Debrecen über 1000 m gewann sie die Bronzemedaille. In der Saison 2013/14 kam sie über 1000 m mit drei Top-Zehn-Platzierungen, darunter Platz drei in Kolomna auf den sechsten Platz im Weltcup über 1000 m. Im Januar 2014 holte sie bei den Europameisterschaften in Dresden im Mehrkampf und mit der Staffel jeweils die Silbermedaille. Bei den Olympischen Winterspielen 2014 in Sotschi wurde sie im Halbfinale über 1000 m und im Finale über 500 m disqualifiziert. Bei der WM 2014 wurde sie in Montreal über 500 m Zweite und erreichte im Mehrkampf den vierten Rang.
In der Saison 2014/15 errang Christie beim Weltcup in Seoul über 500 m und 1000 m jeweils den dritten Platz und in Dresden den zweiten Platz über 500 m. Bei den Europameisterschaften 2015 in Dordrecht gewann sie mit Platz zwei über 3000 m und jeweils Platz eins über 500 m und 1500 m, die Goldmedaille im Mehrkampf. Im Februar 2015 siegte sie beim Weltcup in Erzurum über 1000 m und belegte zudem den dritten Rang über 500 m. Sie errang damit abschließend jeweils den vierten Platz über 500 m und 1000 m. Bei den Weltmeisterschaften 2015 in Moskau holte sie über 500 m und 1000 m jeweils die Silbermedaille. Zu Beginn der Saison 2015/16 gewann sie in Toronto über 500 m ihr fünftes Weltcuprennen und errang zudem dort den zweiten Platz über 1000 m. Es folgten drei Siege und zwei zweite Plätze und sie erreichte damit den sechsten Platz im Weltcup über 1000 m und den zweiten Rang im Weltcup über 500 m. Bei den Europameisterschaften 2016 in Sotschi gelang ihr über 500 m, 1000 m und 1500 m jeweils der erste Platz; damit gewann sie wie im Vorjahr die Goldmedaille im Mehrkampf. Im März 2016 holte sie bei den Weltmeisterschaften in Seoul über 1500 m, 3000 m und im Mehrkampf jeweils die Bronzemedaille und über 1000 m die Silbermedaille. In der Saison 2016/17 siegte sie im Weltcup dreimal über 500 m und zweimal über 1000 m und belegte damit den dritten Platz im Weltcup über 1000 m und den zweiten Rang im Weltcup über 500 m. Beim Saisonhöhepunkt den Weltmeisterschaften 2017 in Rotterdam holte sie die Bronzemedaille über 3000 m und jeweils die Goldmedaille über 1000 m, 1500 m und im Mehrkampf. In der folgenden Saison kam sie im Weltcup siebenmal unter den ersten Zehn, darunter Platz drei über 1000 m in Budapest und Rang eins über 500 m in Seoul und lief damit auf den siebten Platz im Weltcup über 1000 m und auf den sechsten Rang im Weltcup über 500 m. Beim Saisonhöhepunkt, den Olympischen Winterspielen 2018 in Pyeongchang, errang sie den 17. Platz über 1500 m und den vierten Platz über 500 m.
In der Saison 2018/19 erreichte Christie mit zwei Top-Zehn-Platzierungen über 500 m, darunter Platz zwei in Turin, den zehnten Platz im Weltcup über 500 m. Zudem wurde sie in Dresden Dritte mit der Mixed-Staffel. Bei den Europameisterschaften 2019 in Dordrecht holte sie im Mehrkampf und über 1000 m und 3000 m die Bronzemedaille und über 1500 m die Silbermedaille.
Christie hält über 1000 m, 1500 m und 3000 m den aktuellen Britischen Rekord.
Sie studiert an der Loughborough University Sportwissenschaft.

## Weltcupsiege
| Nr. | Datum             | Ort       | Disziplin |
| --- | ----------------- | --------- | --------- |
| 1.  | 5. Februar 2012   | Moskau    | 1000 m    |
| 2.  | 1. Dezember 2012  | Nagoya    | 1000 m    |
| 3.  | 9. Februar 2013   | Dresden   | 1500 m    |
| 4.  | 14. Februar 2015  | Erzurum   | 1000 m    |
| 5.  | 7. November 2015  | Toronto   | 500 m     |
| 6.  | 6. Februar 2016   | Dresden   | 1500 m    |
| 7.  | 13. Februar 2016  | Dordrecht | 1000 m    |
| 8.  | 14. Februar 2016  | Dordrecht | 500 m     |
| 9.  | 6. November 2016  | Calgary   | 500 m     |
| 10. | 10. Dezember 2016 | Shanghai  | 500 m     |
| 11. | 11. Dezember 2016 | Shanghai  | 500 m     |
| 12. | 17. Dezember 2016 | Gangneung | 1000 m    |
| 13. | 18. Dezember 2016 | Gangneung | 1000 m    |
| 14. | 18. November 2017 | Seoul     | 500 m     |

## Persönliche Bestzeiten
- 500 m  42,335 s (aufgestellt am 13. November 2016 in Salt Lake City)
- 1000 m 1:27,502 min (aufgestellt am 12. November 2016 in Salt Lake City)
- 1500 m 2:18,696 min (aufgestellt am 9. November 2013 in Turin)
- 3000 m 5:01,148 min (aufgestellt am 16. März 2014 in Montreal)